# Hímvessző

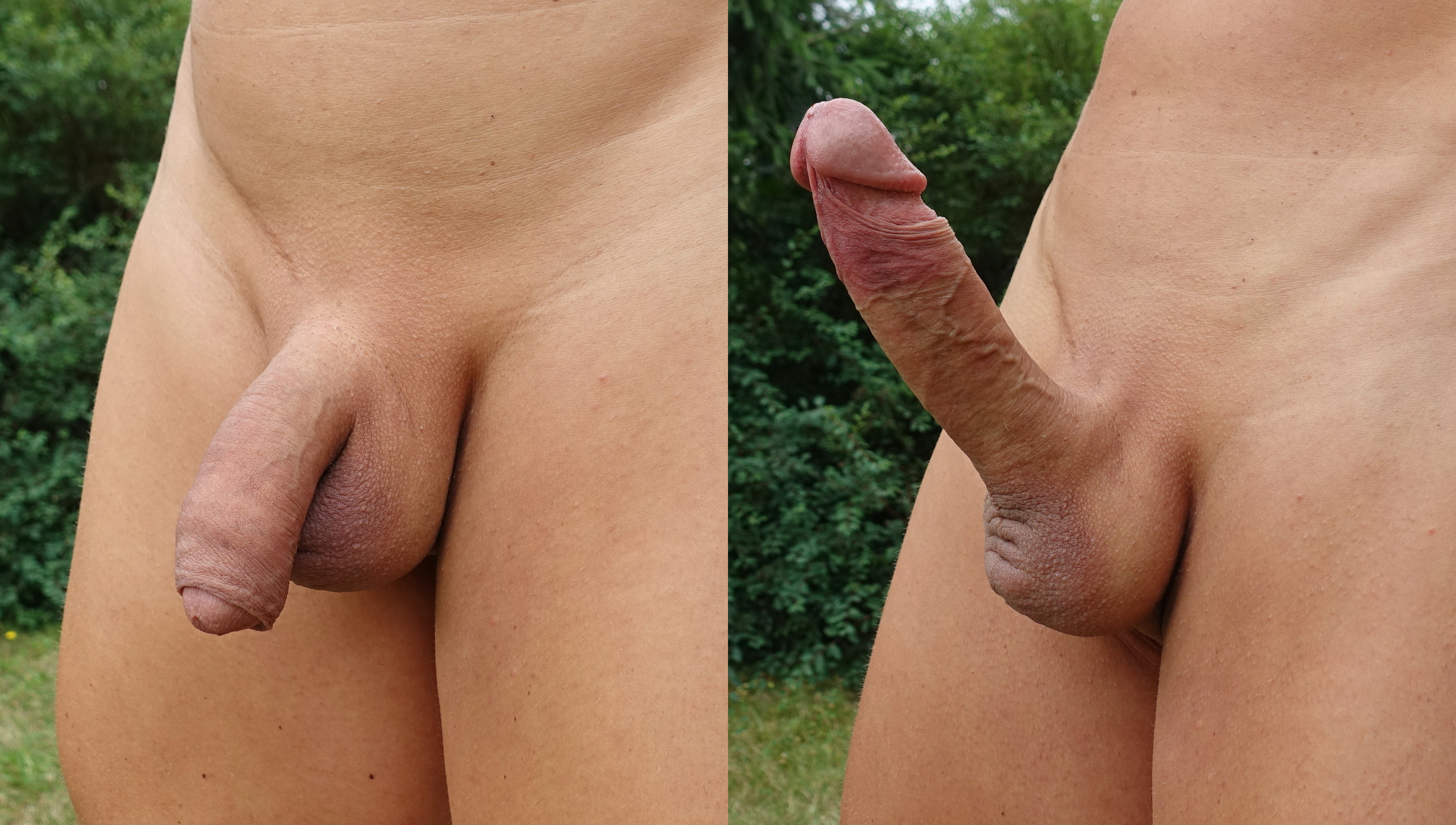
A pénisz nyugalmi és erektált állapota

A hímvessző (latinul: penis, magyarosan: pénisz) egy szivacsos szövetből álló, henger alakú szerv egyes állatok hímjeinél, illetve az embernél a férfiaknál. Alapvetően szaporítószerv, ezen kívül a vizelet kibocsátására is szolgál.

## Humán anatómia
A pénisz henger alakú szerv, melynek végén a makk (glans penis) található. A makkot a pénisz testétől (corpus penis) egy barázda (a sulcus coronarius penis) választja el és kívülről a fityma (preputium) fedi. A pénisztest felső felszínén jól láthatóan fut a (vena dorsalis superficialis penis), a hímvessző felületes vénája.
A pénisz egész hosszában három szivacsos szerkezetű test fut végig. Ezek közül a két barlangos test (corpora cavernosa) a pénisz felső (dorsalis) részén, egymással párhuzamosan halad, a maradék egy szivacsos test, (corpus spongiosum) pedig az alsó (ventralis) oldalán. Az utóbbiban fekszik a húgycső (urethra), amelyen át a vizelet és az ondó is – más-más időben – kiürülhet. A két szeméremcsont (corpus cavernosum) a symphysiséről ered (crus penis), erős kötőszövetes tok veszi őket körül, ez az erekció során tartást biztosít a hímvesszőnek. A corpus spongiosum alattuk egy bunkószerű véggel kezdődik (bulbus penis), majd a pénisz ventralis felszínén halad és a makkban végződik rajta a húgycsőnyílással. A makk érzőidegekben gazdag, és a szexuális életben kap fontos szerepet. A szivacsos szövet (corpus spongiousom) tokja jóval lazább, ez teszi lehetővé, hogy a húgycső a merevedéskor ne záródjon el és végbemehessen az ejakuláció.
Az emberi péniszben a legtöbb emlőstől eltérően nem található baculum, azaz péniszcsont.
Az erekció mechanizmusa:
A corpus cavernosumban halad a pénisz fő artériája, a vénák pedig a széleken. Az artériák dugóhúzószerűen csavarodottak, ez azért van, hogy követni tudják az erektált hímvessző méretnövekedését. A hímvesszőben intima párnák (Ebner-párnák) vannak, melyek idegi stimulusra, nemi izgalomra lelapulnak, ezáltal a beáramló vér feltölti a centrális cavernákat és elzárja a szélső kisebb vénák visszaáramlását. Ezáltal jön létre az erekció.
A nemi izgalom elmúlásával az Ebner-párnák bedomborulnak, az artériák lumene szűkül, csökken a vér bejutása és a tunica albuginea feszülése. A szélső vénákból a vér el tud folyni és elvezetik a vért. Ezáltal a pénisz petyhüdtté válik.

## Galéria

A férfi nemi szerv részei
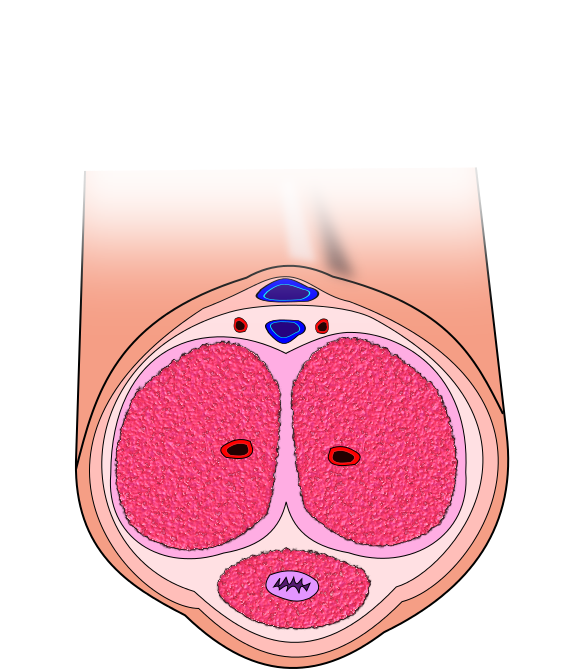
A pénisz egész hosszában egy szivacsos és három barlangos test fut végig
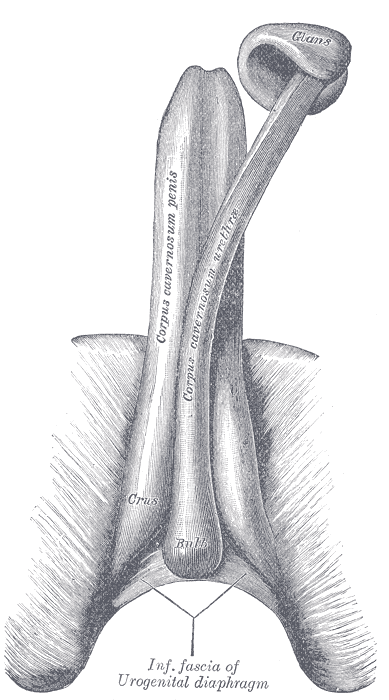
Középen a pénisz szivacsos teste, kétoldalt a két barlangos test (Gray's Anatomy)